# Гуцол, Анна Васильевна
А́нна Васи́льевна Гу́цол (укр. Ганна Василівна Гуцол; род. 16 октября 1984, Мурманск, СССР) — организатор и лидер движения Femen.

## Биография
Анна Гуцол родилась 16 октября 1984 года в Мурманске. В 1991 году переехала в Украину.
Переехав в Киев, работала в шоу-бизнесе.
В 2008 году организовала украинское незарегистрированное женское движение Femen.
16 ноября 2012 года Анна Гуцол была задержана в аэропорту Санкт-Петербурга, а позже депортирована и объявлена персоной нон грата в России.